# Tableau historique et critique de la Poésie française et du Théâtre français au XVIe siècle
Tableau historique et critique de la Poésie française et du Théâtre français au XVIe siècle est un essai de Charles-Augustin Sainte-Beuve publié en 1828.

## Éditions modernes
Charles-Augustin Sainte-Beuve, Tableau historique et critique de la Poésie française et du Théâtre français au XVIe siècle, Cœuvres-et-Valsery, Ressouvenances, 1999, 508 p. (ISBN 2-904429-96-4)